# السفارة السعودية في النرويج
سفارة المملكة العربية السعودية في النرويج، هي بعثة دبلوماسية سعودية تقع في العاصمة النرويجية أوسلو وترأس بعثتها سفير خادم الحرمين الشريفين آمال المعلمي.

## وصلات خارجية
- موقع سفارة المملكة العربية السعودية السعودية في النرويج
- (بالعربية) وزارة الخارجية السعودية
- (بالإنجليزية) Ministry of Foreign Affairs of Kingdom of Saudi Arabia